# As Quatro Estações (canção)
"As Quatro Estações" é uma canção gravada pela dupla pop brasileira Sandy & Junior, lançada como single do álbum As Quatro Estações (1999).

## Composição
A canção foi composta por Sandy em colaboração com Álvaro Socci. Sandy começou a desenvolver a letra de "As Quatro Estações" quando tinha quatorze anos de idade. Ela disse que a música foi inspirada por uma paixão na adolescência e que "estava apaixonada nessa época e o menino gostava de mim também, mas não se declarava. Fiz a música As Quatro Estações, a primeira que pus no meu caderninho." Numa análise à carreira da dupla, o G1 disse que a canção tem "versinhos fofos, até que bem sacados para uma garota de 15 anos que sonhava em ser Clarice Lispector. E depois foi parar na Faculdade de Letras."
A canção ganhou uma versão em inglês, intitulada "I Will Lift You Up", presente no disco duplo Ao Vivo no Maracanã / Internacional Extras (2002). O videoclipe da faixa foi dirigido pela diretora Flávia Moraes.

## Certificações
| País / Provedor            | Certificações |
| -------------------------- | ------------- |
| Brasil (Pro-Música Brasil) | Platina       |